# Panorama bitwy pod Waterloo
Panorama bitwy pod Waterloo (fr. Panorama de la bataille de Waterloo) – panorama namalowana przez francuskiego malarza Louisa-Jules’a Dumoulin oraz jego współpracowników (Raymond Desvarreux-Larpenteur, Louis Ferdinand Malespina i Pierre Victor Robiquet) w 1912, znajdująca się w Mémorial Waterloo 1815 w belgijskiej miejscowości Braine-l’Alleud.
Panorama znajduje się w rotundzie zaprojektowanej przez belgijskiego architekta Franza Van Ophema. Obok rotundy znajduje się kopiec Lwa.

## Opis
Panorama o długości 110 i wysokości 12 metrów przedstawia najważniejsze momenty bitwy pod Waterloo, stoczonej 18 czerwca 1815. Składa się z 14 pasów płótna o wymiarach 12 × 7,5 metra, uszytych w taki sposób, aby w połowie wysokości tworzyły lekkie charakterystyczne okrągłe wybrzuszenie. Kompozycja panoramy składa się z wielkiej ilości żołnierzy i koni; szczególną uwagę zwraca szarża wojsk francuskich dowodzonych przez marszałka Neya na piechotę koalicji. Panorama wiernie oddaje topografię terenu i realia bitwy, zgodnie ze wskazówkami historyków i żołnierzy z którymi się konsultowano, czego efektem jest podkreślenie waleczności uczestników bitwy i spektakularne ruchy kawalerii.
Główną cechą charakterystyczną panoramy jest jej dynamika i obecność setek jeźdźców. W kilku miejscach żołnierze spotykają się przed widzem i łatwo można sobie wyobrazić, jak szturmują muzealną platformę. Jakość wykonania scen umieszczonych na pierwszym planie jest znakomita. Konie i wyraz twarzy żołnierzy są przedstawione bardzo realistycznie. Drugi plan i krajobraz traktowane są bardziej schematycznie, natomiast akcja i efekt masowy mają wyraźne pierwszeństwo przed szczegółami. Relacja między sztucznym gruntem stworzonym przez muzealników a płótnem jest doskonale przemyślana, nawet jeśli szczegóły leżących na sztucznym gruncie manekinów i koni są dość pobieżne.

## Wybrane fragmenty panoramy

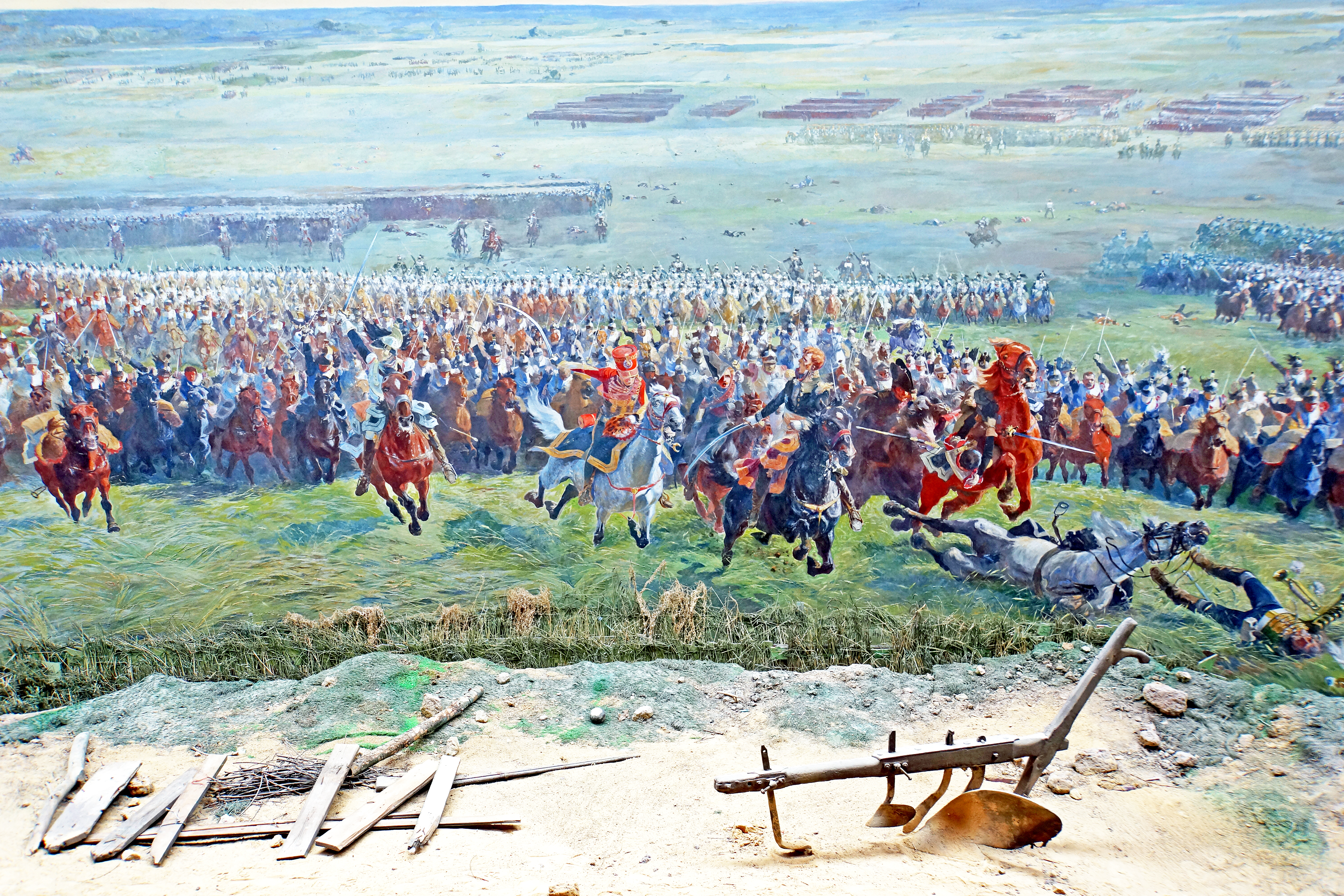
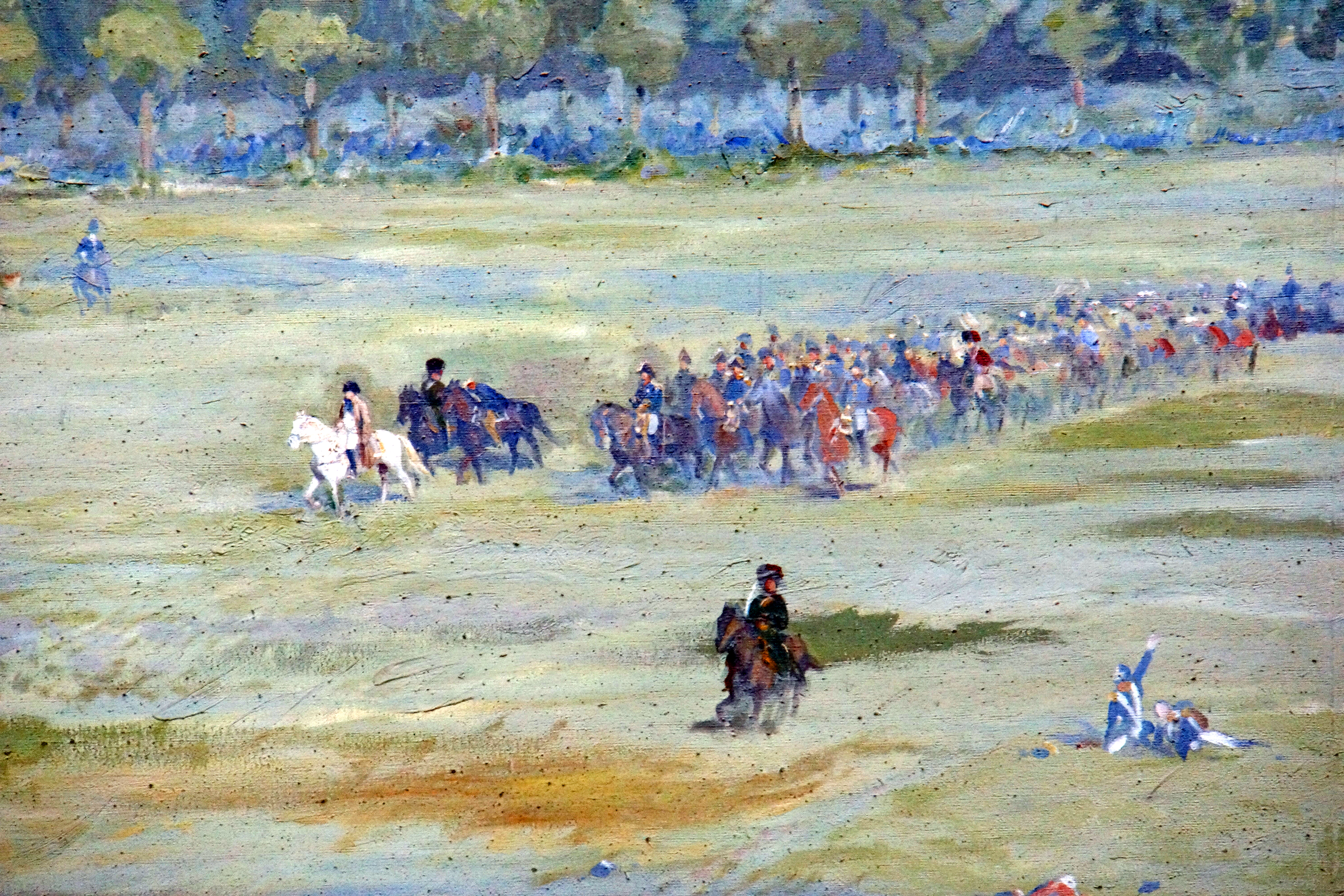
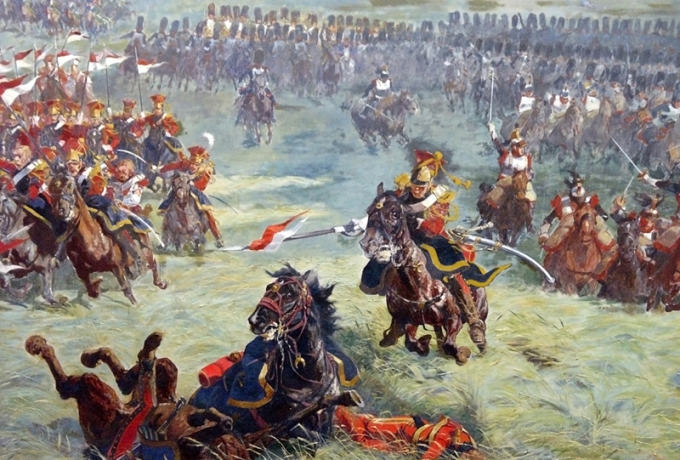
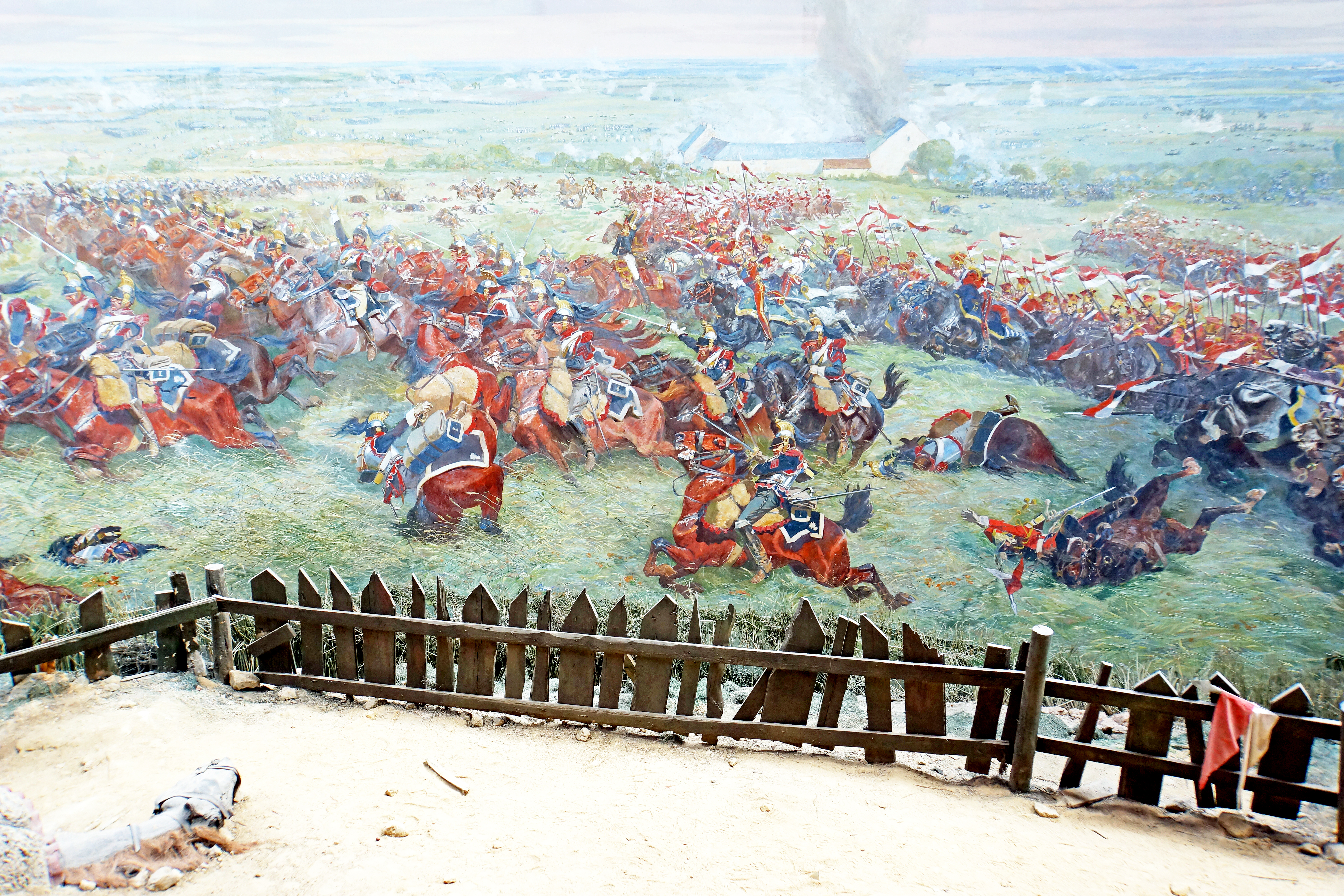
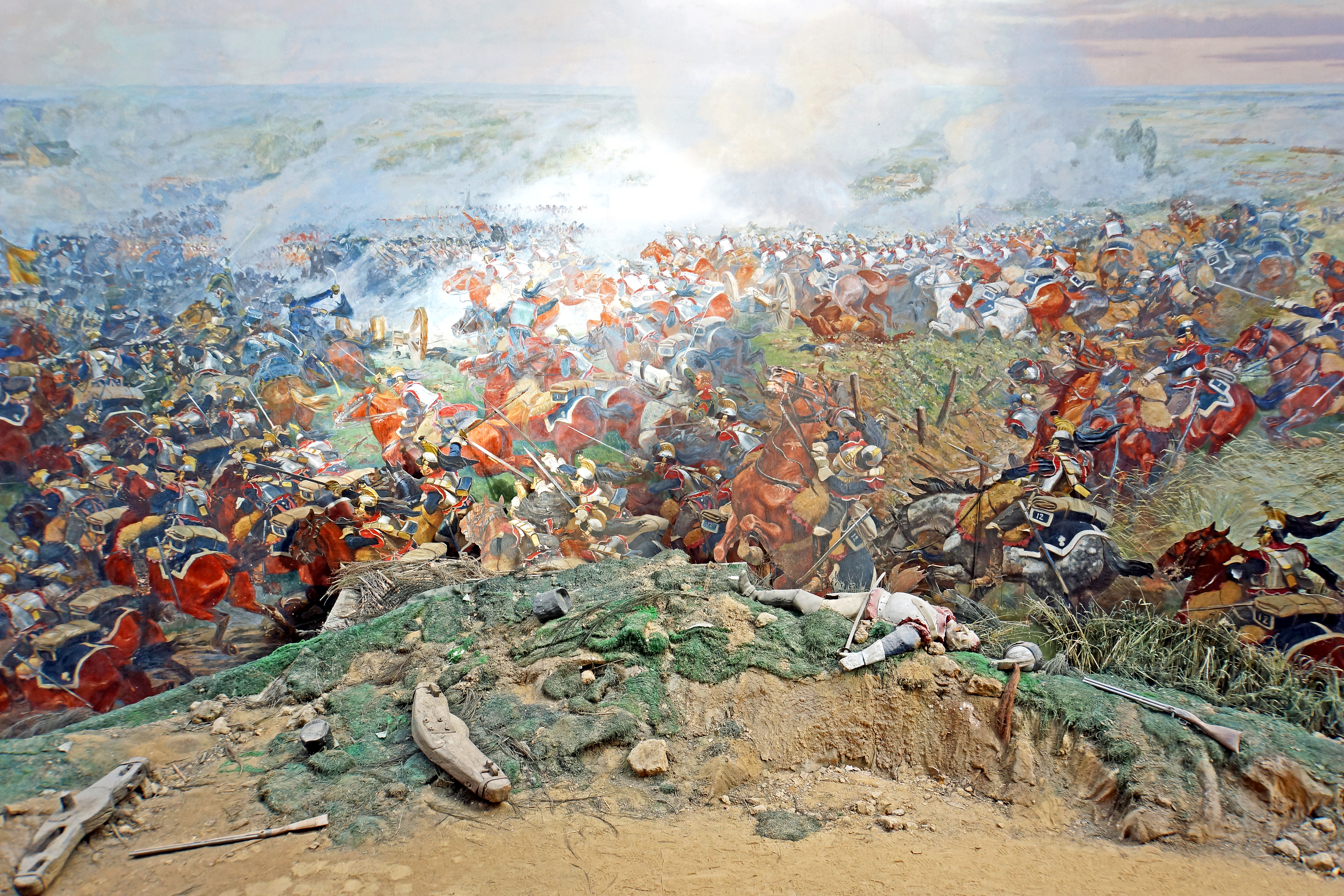